# Komuna e Shezës
Komuna e Shezës är en kommun i Albanien.   Den ligger i prefekturen Qarku i Elbasanit, i den centrala delen av landet, 30 km söder om huvudstaden Tirana.
Trakten runt Komuna e Shezës består till största delen av jordbruksmark.  Runt Komuna e Shezës är det ganska tätbefolkat, med 192 invånare per kvadratkilometer.